# Razred podmornic Heroj
Heroj je bil razred treh dizel-električnih podmornic, ki so jih zgradili v ladjedelnici Brodosplit v 1960-ih za Jugoslovansko vojaško mornarico. Razred je bil velik napredek od predhodnega razreda Sutjeska. Nove podmornice so imele hidrodinamičen trup, torpedne cevi so se lahko uporabljale tudi za polaganje morskih min. Zgradili so tri podmornice Heroj P-821, Junak P-822 in Uskok P-823. V uporabi so ostale do poznih 1990ih, zadnjo so upokojili leta 2005.
Podmornice so bile 50,4 metra dolge in so imele 6,68 metrski premer trupa. Na površju je bil izpodriv 614 t (604 angleške tone), pri potopljeni podmornici pa 705 t (694 angleških ton). Poganjala sta jo dva dizelska motorja Mercedes z močjo 1600 KM in en (po nekaterih virih 2) električna motorja 1560 KM. Največja hitrost pod vodo je bila 15,3 kn (28,3 km/h; 17,6 mph), na površju pa 9,8 kn (18,1 km/h; 11,3 mph)
Potopile so se lahko do globine 210 metrov. Posadka je bila 55 članska. 